# Seznam italijanskih slikarjev
Seznam italijanskih slikarjev.

## A
- Niccolò dell'Abate
- Giuseppe Abbati
- Valerio Adami
- Giovanni d'Alamagna
- Francesco Albani (1578-1660)
- Cherubino Alberti
- Giovanni Alberti
- Mariotto Albertinelli
- Alessandro Allori
- Cristofano Allori
- Sergio Altieri
- Niccolò Alunno
- Getulio Alviani (1939-2018)
- Giovani Antonio d'Amato (1475–1555)
- Jacopo Amigoni
- Federico Andreotti
- Paolo Anesi (1697–1773)
- Fra Angelico
- Sofonisba Anguissola
- Pietro Annigoni
- Andrea Appiani
- Pietro Aquila
- Giuseppe Arcimboldo (1526/27-1593)
- Giovanni Battista Averara (1508-1548)
- Giovanni Bernardino Azzolini (~1572–1645)

## B
- Enrico Baj (1924-2003)
- Lazzaro Baldi (1623-1703)
- Alesso Baldovinetti (1425-1499)
- Giacomo Balla (1871-1958)
- Giorgio Banchi (1789-1853) (miniaturist)
- Bartolommeo Bandinelli (1493-1560)
- Simonetta Bardi (1928-2007)
- Tommaso Barnabei (Maso Papacello) (~1500–1559)
- Roberto Barni (1939)
- Federico Barocci (~1535–1612)
- Luigi Bartolini (1892-1963)
- Bartolo di Fredi (1330-1410)
- Fra Bartolommeo (1472-1517)
- Afro Basaldella (1912-1976)
- Mirko Basaldella (1910-1969)
- Jacopo Bassano (~1510-1592) (Jacopo dal Ponte)
- Pompeo Batoni (1708-1787)
- Francesco Beccaruzzi (1492-1562)
- Francesco Beda (1840-1900)
- Gentile Bellini (~1429-1507)
- Giovanni Bellini (~1430-1516)
- Jacopo Bellini (~1396~1470)
- Pietro Bellotti (1625–1700)
- Bernardo Bellotto (~1721–1780) (italijansko-poljski)
- Lorenzo Bellotto (1744-1770) (italijansko-poljski)
- Mauro Bellucci (1959-)
- Andrea Benetti (1964-)
- Federiko Benković? (1677-1753)
- Gian Lorenzo Bernini (1598-1680)
- Tommaso Bet (1980-)
- Julius von Blaas (1845-1923)
- Jan Frans van Bloemen (1662-1749) (flamsko-italijanski)
- Blu (ulični umetnik)
- Boccaccio Boccaccino (~1467–1525~)
- Umberto Boccioni (1882–1916)
- Giovanni Boldini (1842–1931)
- Claudio Bonichi (1943-)
- Paris Bordon(e) (1500-1571)
- Giuseppe Borsato (1770–1849)
- Gianni Borta (1941-)
- Giovanni Maria Bottala (1613-1644)
- Sandro Botticelli (1444/5-1510)
- Faustina Bracci Armellini (1785–1857)
- Italico Brass (1870-1943)
- Hendrick van den Broeck (Arrigo Fiammingo) (~1530–1597) (flamsko-italijanski)
- Bronzino (Agnolo di Cosimo Allori) (1503-1572)
- Nicolao Branceleon (1460-1526)
- Alberto Burri (1915-1995)
- Dino Buzzati-Traverso

## C
- Denys Calvaert (Dionisio Fiammingo) (~1540–1619) (flamsko-italijanski)
- Domenico Campagnola (~1500–1564)
- Bernardino Campi (1522–1591)
- Giulio Campi (1500–1572)
- Vincenzo Campi (~1530/35–1591)
- Massimo Campigli (1895–1971)
- Canaletto (Giovanni Antonio Canal) (1697-1768)
- Giuseppe Capogrossi (1900–1972)
- Giovanni Battista Caporali (~1476–1560)
- Benedetta Cappa (1897–1977)
- Battistello Caracciolo (1578–1635)
- Caravaggio (Michelangelo Merisi) (1573—1610)
- Felice Carena (1879–1966)
- Agostino Carlini (~1718–1790)
- Andrea Carlone (1626–1697)
- Carlo Carlone - Carloni (1686–1775)
- Vittore Carpaccio (~1460/65—1525/26)
- Ugo da Carpi (1480—1523)
- Carlo Carrà (1881—1966)
- Agostino Carracci (1557–1602)
- Annibale Carracci (1560–1609)
- Antonio Carracci (1583–1618)
- Francesco Carracci (1595–1622)
- Ludovico Carracci (1555–1619)
- Rosalba Carriera (1675-1757)
- Niccolò Cassana (Nicoletto) 1659–1714)
- Andrea del Castagno (1423-1457)
- Francesco Costanzo Catanio (1602–1665)
- Vincenzo Catena (~1480-1531)
- Emanuele Cavalli (1904–1981)
- Giacomo Cavedone (1577–1660)
- Sandro Chia (1946-)
- Francesco Costanzo Cattaneo (1602-1665)
- Raoul Cenisi (1912-1991)
- Cennino Cennini (1370-1427)
- Giovanni Domenico Cerrini (1609-1681)
- Giorgio de Chirico (1888-1978)
- Guglielmo Ciardi (1842-1917)
- Mauro Ciccia (1961-)
- Cigoli (Lodovico Cardi) (1559–1613)
- Cimabue (1240-1302)
- Jacopo di Cione (1325-1390)
- Giovanni Battista Cipriani (1727-1785) (it.-angl.)
- Niccolò Circignani (~1517/24/30–1596/97)
- Antonio Ciseri (1821–1891) (švicarsko-italijanski)
- Francesco Clemente (1952-)
- Sebastiano Conca (1680-1764)
- Ascanio Condivi (1525-1574)
- Tonino Conte (1935–2020) ?
- Correggio (Antonio Allegri da Correggio) (1489/94–1534)
- Pietro da Cortona (1596/97-1669)
- Vincenzo Camuccini (1771–1844)
- Domenico Corvi (1721–1803)
- Giovanni Giuseppe Cosattini (1625–1699)
- Piero di Cosimo (1462-1522)
- Cosmê Tura (il Cosimo; Cosimo Tura) (~1430–1495)
- Francesco del Cossa (~1430–1477~)
- Giovanni (Nino) Costa (1826–1903)
- Franco Costa (1934-2015)
- Lorenzo Costa (1460-1535)
- Flavio Costantini (1926-2013)
- Tullio Crali (1910-2000)
- Girolamo da Cremona (1451-1483)
- Giuseppe Crespi (1665-1747)
- Carlo Crivelli (1430/35-1493/95)
- Vittore Crivelli (1440/45-1501/2)
- Donato Creti (1671-1749)
- Enzo Cucchi (1949-)

## D
- Bernardo Daddi (1280-1348)
- Ladislao De Gauss (1901–1970)
- Nicola De Maria (1954-)
- Paolo De Matteis
- Egidio De Maulo (1840-1904)
- Giuseppe De Nittis (1846-1884)
- Fortunato Depero (1892–1960)
- Filippo De Pisis (1896-1956)
- Cesare Dell'Acqua (1821-1905) (avstrijsko/italijansko-belgijski)
- Nikolay Diulgheroff (1901-1982) (bolgarsko-italijanski)
- Carlo Dolci (1616-1686)
- Domenichino (Zampieri) (1581-1641)
- Donatello (1386-1466)
- Enrico Donati (1909-2008)
- Piero Dorazio (1927-2005)
- Angelo Eugenio "Gillo" Dorfles (1910–2018)
- Battista Dossi (~1490–1548)
- Dosso Dossi (1489-1542) (Giovanni di Niccolò de Luteri)
- Gerardo Dottori (1884–1977)
- Duccio (1255-1319)
- Marco Dugo

## E
- Agnolo degli Erri (1440-1482)
- Bartolomeo degli Erri (1447-1482)
- Julius (Giulio) Evola (1898-1974)

## F
- Gentile da Fabriano (1370-1427)
- Farfa (Vittorio Osvaldo Tommasini) (1879-1964)
- Giovanni Fattori (1825-1908)
- Lara Favaretto (1973)
- Giacomo Favretto (1849–1887)
- Pietro Fea (1771–1842)
- Alessandro Fei (1543-1592)
- Paolo di Giovanni Fei (1345-1411)
- Bernardino Fergioni (1674-1738)
- Pavel Ferluga
- Defendente Ferrari (~1490-1535)
- Gaudenzio Ferrari (~1471-1546)
- Domenico Fetti (1589-1623)
- Paolo Fiammingo (Pauwels Franck) (~1540-1596) (flamsko-ital.)
- Fillìa (Luigi Colombo) (1904–1936)
- Francesco Filippini (1853-1895)
- Leonor Fini (1907-1996)
- Rosso Fiorentino (1494-1540)
- Giosetta Fioroni (1932-)
- Andrea da Firenze (1343-1377)
- Enrico Fonda (1892-1929)
- Lavinia Fontana (1552-1614)
- Lucio Fontana (1899-1968)
- Francesco Fracanzano (1612–1656)

## G
- Agnolo Gaddi (1350-1396)
- Taddeo Gaddi (1300-1366)
- Lorenzo Gafà (Malta)
- Enrico Gamba (1831–1883)
- Francesco Gamba (1818–1887)
- Bartolomeo della Gatta (1448-1502)
- Alfonso Gatto
- Giuseppe Lorenzo Gatteri (1809-1884)
- Giovanni Battista Gaulli - "Baciccio" (1639–1709)
- Artemisia Gentileschi (1593–1656~)
- Orazio Gentileschi (1563–1639)
- Antonio Gherardi (1638–1702)
- Domenico Ghirlandaio (1449–1494)
- Umberto Giannini (grafik)?
- Corrado Giaquinto (1703–1766)
- Giacinto Gigante (1806–1876)
- Giacinto Gimignani (1606–1681)
- Luca Giordano (1634–1705)
- Francesco di Giorgio Martini (1439-1502)
- Giorgione (Giorgio Barbarelli da Castelfranco) (~1477/8–1510)
- Giotto di Bondone (~1276/7–1337)
- Giovanni de' Vecchi (1536–1614)
- Giulio Romano (Giulio Pippi) (1499–1546)
- Domenico Gnoli (1933-1970)
- Emilio Gola (1851-1923)
- Benozzo Gozzoli (1421-1497)
- Giorgio Gandini del Grano (1490-1538)
- Nicolò Grassi (Nicola Grassi) (1682-1748)
- Giuseppe Grisoni (1699-1796)
- Alessandro Guardassoni (1819-1888)
- Francesco Guardi (1712-1793) (Benetke)
- Giacomo Guardi (1764-1835) (Benetke)
- Gianantonio Guardi (1699-1760) (Benetke)
- Guariento (14. stol.)
- Guercino (Giovanni Francesco Barbieri) (1591-1666)
- Giuseppe Guerreschi (1929–1985)
- Guglielmo da Luca (12. stol.)
- Virgilio Guidi (1891-1984)
- Renato Guttuso (1912-1997)

## H
- Francesco Hayez (1791-1882)

## J
- Pio Joris (1843-1921)

## K
- Angelica Kauffmann (1741-1807) (švicarsko-italijanska)

## L
- Gaspare Landi (1756–1830)
- Giovanni Lanfranco (1582-1647)
- Gianpaolo Lazzaro (1911-1977)
- Carlo Levi (1902-1975)
- Antonio Ligabue (1899-1965)
- Ludovico Liparini (1800–56)
- Filippino Lippi (1457-1504)
- Fra Filippo Lippi (1406-1469)
- Andrea Locatelli (1695–1741)
- Romualdo Locatelli (1905-1943)
- Gaetano Lodi (1830–1886)
- Clementina Lomazzi (1819–1897)
- Pietro Longhi (1702/1?–1785)
- Ambrogio Lorenzetti (~1290-1348)
- Pietro Lorenzetti (~1280-1348~)
- Pietro Antonio Lorenzoni (1721-1782)
- Johann Carl Loth (1632-1698) ("Carlotto") (nemško-beneški)
- Lorenzo Lotto (~1480-1556)
- Bernardino Luini (~1480-1532)
- Emanuele Luzzati (1921-2007)

## M
- Federico Madrazo (1815-1894) (italijansko-španski)
- Mario Mafai (1902–1965)
- Domenico Maggiotto = Fedeli (1713–1794)
- Francesco Maggiotto = Fedeli (1738–1805)
- Francesco Mancini (1679–1758)
- Francesco Mancini (1830–1905)
- Rutilio Manetti (1571–1639)
- Bartolomeo Manfredi (1582–1622)
- Andrea Mantegna (~1431-1506)
- Piero Manzoni (1933-1963)
- Carlo Maratta (1625-1713)
- Giovanni Martinelli (slikar)
- Alberto Martini (1876-1954)
- Simone Martini (1284-1344)
- Piero Marussig (1879-1937)
- Masaccio (roj. Tommaso Cassai) (1401-1428)
- Titina Maselli (1924–2005)
- Masolino (Tommaso di Cristofano) (1383-1440~)
- Giuseppe Mastroleo
- Girolamo Mazzola Bedoli (1500-1569)
- Melozzo da Forlì (1438-1494)
- Giusto de' Menabuoi (1330-1390)
- Mario Merz (1925–2003)
- Michelangelo Buonarroti (1475-1564)
- Michelangelo Pistoletto (1933-)
- Domenico di Michelino (1417-1491)
- Carlo Michelstädter (1887–1910)
- Tommaso Minardi (1787-1871)
- Leone Minassian (1905-1978) (armen.rodu)
- Amedeo Modigliani (1884-1920) (italijansko-francoski)
- Pier Francesco Mola (1612-1666) (švic.-it.)
- Antonio Molinari (1655–1704)
- Lorenzo Monaco (1370-1425)
- Sante Monachesi (1910-1991)
- Giorgio Morandi (1890-1964)
- Paolo Morando Cavazzola (1486-1522)
- Moretto da Brescia (1598-1554)
- Luigi Morgari (1857–1935)
- Paolo Emilio Morgari (1815–1882)
- Bruno Munari (1907–1998) ??
- Zoran Mušič (1909-2005) (slovensko-italijansko-francoski)
- Girolamo Muziano /Mutiani

## N
- Cesare Nebbia (~1536–1614/22~?)
- Pietro Nelli (1672-1730)
- Plautilla Nelli (1524-1588)
- Ugo Nespolo (1941-)
- Niccoletto (Niccolò Cassana; 1659–1714)

## O
- Mauro Oddi
- Cipriano Efisio Oppo
- Pippo Oriani (1909–1972)
- Lelio Orsi

## P
- (il) Padovanino (Alessandro Varotari) (1588–1648)
- Gregorio Pagani (1558–1605)
- Domenico Paladino (1948-) ?
- Jacopo Palma il Vecchio (~1480–1528)
- Domenico Panetti (1460–1530)
- Giovanni Paolo Panini (1691-1765)
- Giulio Paolini (1940-)
- Pietro Paolini - "il Lucchese" (1603–1681)
- Parmigianino (Francesco Mazzola) (1503-1540)
- Alice Pasquini (1980)
- Laurent Pécheux (1729–1821) (fr.-it.)
- Simone Pellegrini (sodel. z Ulan Bator - F)
- Edoardo Perotti (1824–1870)
- Pietro Perugino (Pietro Vannucci) (1445/6//52-1523)
- Baldassare Peruzzi (1481-1537)
- Umberto Pettinicchio (1943-)
- Giovanni Battista Piazzetta (1683–1754)
- Piero della Francesca (Piero di Benedetto) (1416-1492)
- Carlo Pincherle (1863-1944)
- Paolo Pino (1534-1565)
- Pinturicchio  (1454-1513)
- Sebastiano del Piombo (1485-1547)
- Fausto Pirandello (1899–1975)
- Giovanni Battista Piranesi (1720-1778)
- Pisanello (1395-1455)
- Giambattista Pittoni (1687–1767)
- Sante Pizzol (vitražist)
- Francesco Podesti (1800–1895)
- Pino Poggi
- Odorico Politi (1785–1846)
- Antonio Pollaiuolo (1431-1498)
- Piero Pollaiuolo (1433-1496)
- Jacopo da Pontormo (Jacopo Carruci) (1494-1556)
- Andrea Pozzo (1642-1709)
- il Pozzoserrato (Lodewijk Toeput) (~1550–1603~5)
- Enrico Prampolini (1894–1956)
- Mattia Preti (1613-1699)
- Giulio Cesare Procaccini (1574-1625)
- Domenico Puglio (1492-1527)
- Luigi Pulci (1432-1484)
- Scipione Pulzone (il Gaetano) (~1550-1598)

## Q
- Giulio Quaglio (1668-1751)

## R
- Mario Radice (1898-1987)
- Raffaello Santi (Rafael) ("Raffaello Sanzio da Urbino") (1483-1520)
- Raimondo (Ramón Tusquets y Maignon) (1837-1904) (špansko/katalonsko-italijanski)
- Daniele Ranzoni (1843-1889)
- Antonietta Raphaël (1900-1975)
- Michele Rapisardi (1822-1866)
- Tommaso Redi (1665-1726)
- Guido Reni (1575-1642)
- Niccolò Renieri/Nicolas Régnier (1591-1667) (flamsko-italijanski)
- Jusepe de Ribera (José/Josep de Ribera) (1591–1652) (špansko-italijanski)
- Marco Ricci (1676–1730)
- Sebastiano Ricci (1659–1734)
- Martín Rico (1833–1908) (špansko-italijanski)
- Alfonso Rivarola (1590–1640)
- Domenico Robusti (~1560–1635)
- Marco Robusti (~1561–1637)
- Marietta Robusti (~1554/60–1590) (Tintorettova hči)
- Giulio Romano (Giulio Pippi) (1499–1546)
- Sergio Romiti (1928-2000)
- Giovanni Maria Francesco Rondani (1490-1550)
- Francesco Rosa (1625/38–1687)
- Salvator Rosa (1615–1673)
- Matteo Rosselli (1578–1650)
- Antonio Rotta (1828-1903)
- Mimmo Rotella (1918-2006)
- Francesco Carlo Rusca (1701-1769)
- Luigi Russolo (1885-1947)
- Giovanni Francesco Rustici (1475-1554)

## S
- Giuseppe Sabatelli (1813–1843)
- Luigi Sabatelli (1772–1850)
- Andrea Sacchi (1599–1661)
- Bruno Saetti (1902–1984)
- Arcangelo Salimbeni (~1536–1579)
- Jacopo Salimbeni (~1370/80–po 1426)
- Lorenzo Salimbeni (1374–1418~)
- Ventura Salimbeni (1568–1613)
- Innocente Salvini (1889–1979)
- Santi di Tito (1536–1603)
- Giuseppe Santomaso (1907-1990)
- Eugenio Santoro (1920–2006) (italijansko-švicarski)
- Marc Sardelli (1930)
- Andrea del Sarto (1486–1530)
- Filiberto Sbardella (1909-1983)
- Carlo Sbisà (1899–1964)
- Filippo Scannabecchi (1360-1410)
- Scarsellino (Ippolito Scarsella) (1550/51–1620)
- Mirella Schott Sbisà (1921–2015)
- Mario Schifano (1934-1998)
- Toti Scialoja (1914-1998)
- Andrea Schiavone (~1500–1563)
- Gregorio Sciltian (1900–1985) (armenskega rodu)
- Scipione (Gino Bonichi) (1904–1933)
- Gottardo Scotti (1457–1481)
- Giovanni Segantini (1858–1899) (italijansko-švicarski)
- Pio Semeghini (1878–1964)
- Luigi Serra
- Cesare da Sesto (1477–1523)
- Gino Severini (1883–1966)
- Augusto Sezanne (1856–1935)
- Luca Signorelli (~1440/50–1523)
- Telemaco Signorini (1834–1901)
- Maestro Simone (?–1346)
- Mario Sironi (1885–1961)
- Il Sodoma (Giovanni Antonio Bazzi) (1477–1549)
- Ardengo Soffici (1879-1964)
- Atanasio Soldati (1896–1953)
- Francesco Solimena (1657–1747)
- Ettore Spalletti (1940-2019)
- Francesco Squarcione (~1395–po 1468)
- Hendrick de Somer (Enrico Fiammingo) (= (1607–1655~) (flamsko-italijanski)
- Bernardo Strozzi (il Cappuccino; il Prete Genovese) (~1581–1644)
- Alberto Sughi (1928–2012)

## T
- Taddeo di Bartolo (~1363-1422)
- Cesare Tallone (1853–1919)
- Agostino Tassi (A. Buonamici) (1578–1644)
- Niccolo di Ser Sozzo Tegliaccio (1334-1363)
- Joannes Stradanus (Jan van der Straet) (1523–1605) (flamsko-italijanski/firenški)
- Carpoforo Tencalla (1623-1685)
- Filippo Tesauro (1260-1320)
- Alessandro Tiarini (1577-1668)
- Pellegrino Tibaldi (1527/32-1592/96)
- Giovanni Battista Tiepolo (1696-1770)
- Tintoretto (roj. Jacobo Robusti) (1518-1594)
- Benvenuto Tisi (Il Garofalo) (1481–1559)
- Ettore Tito (1859–1941)
- Luigi Tito (1907–1991)
- Tizian (~1488/90–1576)
- Vittorio Osvaldo Tommasini ("Farfa") (1879–1964)
- Francesco Torbido - il Moro (1482/84-1562)
- Francesco Traini (14. stoletje)
- Stefano Torelli (1712–1784) (italijansko-nemško-ruski)
- Arturo Tosi (1871–1956)
- Francesco Trevisani
- Cosimo Tura (Cosme`)(~1430-1495)
- Alessandro Turchi (Alessandro Veronese i l`Orbetto) (1578-1649)
- Turino di Vanni (Giovanni)

## U
- Paolo Uccello (~1397–1475)
- Stefano Ussi (1822–1901)

## V
- Andrea Vaccaro (1600-1670)
- Francesco Vanni (1563–1610)
- Pietro Vannucci (Perugino) (1445/6//52-1523)
- Giorgio Vasari (1511-1574)
- Palma Vecchio (1480-1528)
- Emilio Vedova (1919–2006)
- Antonio Veneziano (~1369-po 1419)
- Battista Franco Veneziano (1510-1561)
- Domenico Veneziano (1410-1461)
- Paolo Veneziano (P. da Venezia) (~1300–1362)
- Baldassare Verazzi (1819-1886)
- Alessandro Veronese i l`Orbetto (Alessandro Turchi) (1578-1649)
- Paolo Veronese (1528-1588)
- Andrea del Verrocchio (1435-1488)
- Lorenzo Viani (1882-1936)
- Leonardo da Vinci (1452-1519)
- Alvise Vivarini (1446-1502)
- Daniele da Volterra (1509-1566)

## W
- Edvard Wolf

## Z
- Giuseppe Zais (1709–1784)
- Domenichino Zampieri (1581–1641)
- Cesare Zavattini (1902–1989)
- Carmello Zotti (1933–2007)
- Francesco Zuccarelli (1702-1788) (it.-angl.)
- Federico Zuccari /Zuccaro (1539/40/41–1609)
- Antonio Zucchi (1726–1795)